# Pungmårdar
Pungmårdar (Dasyurus) är ett släkte i familjen rovpungdjur med sex arter som alla förekommer i Australiska regionen. Trots namnet är de inte närmare släkt med arter i familjen mårddjur. Efter tasmansk djävul, är dessa djur störst i familjen. 

## Utseende
Kännetecknande för alla pungmårdar är att de har vita fläckar över hela kroppen, på den grå- eller brunaktig pälsen, men bara Dasyurus maculatus har även tydliga fläckar på svansen. Kroppslängden (utan svans) varierar mellan 25 och 35 centimeter hos de mindre arterna och 75 centimeter för den största arten, Dasyurus maculatus. Den sistnämnda arten når en vikt mellan två och tre kilogram. Hos alla arter är svansen något kortare än övriga kroppen. Honor av de två minsta arterna saknar pung (marsupium) och har istället enkla hudflikar. Ibland bär svansen yviga hår.

## Utbredning
Pungmårdar förekommer över hela Australien, på Nya Guinea och Tasmanien, och på andra öar i området.

## Ekologi
Som de flesta rovpungdjur är pungmårdar aktiva på natten. På dagen gömmer de sig i grottor, jordhålor, håligheter i träd eller konstruktioner skapade av människan. De vistas vanligen på marken men har god klätterförmåga i träd. Släktet lever i olika habitat, till exempel på torra slätter eller i klippiga regioner och skogar. Boet markeras med avföring och andra luktande ämnen.

### Föda
Pungmårdar livnär sig främst av animalisk föda men de äter ibland växtdelar, som frukt. Bytesdjuren utgörs till exempel av insekter, groddjur och ödlor samt av mindre däggdjur som vallaby, gnagare och hardjur. Större pungmårdar äter i vissa fall as. Bytet kan vara lite större en pungmården själv.

### Fortplantning
Pungen är inte lika väl utvecklad som hos andra pungdjur. Parningen sker på södra halvklotets vinter, alltså mellan maj och juli. Dräktigheten varar i 16 till 25 dagar. Ofta föds flera ungar men sällan överlever alla till vuxen ålder. Ungarna vistas 7 till 15 veckor i pungen. Efter 6 till 12 månader är de självständiga. Hos Dasyurus hallucatus dör hannar vid slutet av parningstiden. Annars kan pungmårdar leva upp till fem år.

## Status och hot
Hotet utgörs av människans utbredning i arternas levnadsområde, jakt och introducerade konkurrerande arter. IUCN listar Dasyurus hallucatus som starkt hotad (EN) medan övriga arter kategoriseras som nära hotade (NT). Flera exemplar dödas av den införda rödräven och andra skadas av den giftiga agapaddan.

## Systematik
Efter upptäckten betraktades dessa djur som rovdjur och de listades i släktet Viverra. Den franska zoologen Étienne Geoffroy Saint-Hilaire flyttade arterna till släktet Dasyurus bland pungdjuren. Den närmaste nu levande släktingen är den tasmanska djävulen.

### Arter
Släktet omfattar sex arter:
- Dasyurus hallucatus - räknas med en kroppslängd av 24 till 35 centimeter till de mindre arterna i släktet.[1] Den förekommer i skogar och klippiga områden i Australiens norra del, från norra Western Australia till östra Queensland. I vissa regioner som vid Kap Yorkhalvön är arten ganska sällsynt.
- Dasyurus viverrinus - är en medelstor art som skiljer sig från de andra pungmårdarna genom att sakna stortå.[1] Idag finns arten bara på Tasmanien. På det australiska fastlandet observerades djuret senast 1963 men nu räknas den där som utdöd.
- Dasyurus geoffroii - fanns tidigare i stora delar av Australien men förekommer idag bara i begränsade områden som är skilda från varandra. Med 29 till 65 centimeter kroppslängd[1] räknas den till släktets större arter.
- Dasyurus spartacus - förekommer i ett mindre område i sydvästra Papua Nya Guinea med savann. Arten kännetecknas av bronsfärgad päls.
- Dasyurus albopunctatus - tillhör med 24 till 35 centimeter kroppslängd släktets mindre arter.[1] Den lever i stora delar av Nya Guinea upp till 3000 meter över havet.
- Dasyurus maculatus - är med 40 till 75 centimeter kroppslängd den största arten i släktet.[1] I motsats till andra arter i släktet har djurets svans vita prickar. Djuret förekommer i östra och sydöstra Australien samt på Tasmanien.